# Protandrena bancrofti
Protandrena bancrofti är en biart som beskrevs av Dunning 1897. Protandrena bancrofti ingår i släktet Protandrena och familjen grävbin. Inga underarter finns listade i Catalogue of Life.